# Chapelle de la Sainte-Croix
Pour les articles homonymes, voir Sainte-Croix#Chapelle.
La chapelle de la Sainte-Croix (finnois : Pyhän Ristin kappeli) est une église luthérienne située à Turku en Finlande.

## Description
Conçue par l’architecte Pekka Pitkänen, elle est construite en 1967 dans le quartier de Vasaramäki en bordure du cimetière de Turku.